# 청춘 18X2 너에게로 이어지는 길
청춘 18X2 너에게로 이어지는 길(일본어: 青春 18×2 君へと続く道, 영어: 18×2 Beyond Youthful Days)는 대만, 일본의 영화이다.

## 등장 인물

### 주연
- 쉬광한(許光漢,허광한) : 지미 역
- 키요하라 카야 : 아미 역

### 조연
- 장효전
- 미치에다 슌스케 : 코지 역
- 쿠로키 하루 : 유키코 역
- 마츠시게 유타카 : 나카자토 역
- 쿠로키 히토미 : 유코 역

## 기타
- 수입사:  미디어캐슬
- 공동제공:  미디어캐슬, 팬엔터테인먼트
- 제48회 홍콩국제영화제에 출품되었으며 3월 29일 주연인 허광한과 키요하라 카야가 홍콩국제영화제 레드카펫과 프리미어 시사회에 참석하였다. 프리미어 시사회는 1,300석 3층까지 관객으로 꽉 찼으며 성황리에 진행되었다.